# Peipus
Peipus (estisk: Peipsi-Pihkva järv, russisk: Псковско-Чудское озеро, Чудско-Псковское озеро) er en stor sø på grænsen mellem Estland og Rusland. Peipus er Europas fjerde største ferskvandssø, med et areal på 3.555 km². Kun Ladoga, Onega og Vänern er større i Europa. Af det samlede areal er 1.570 km² (44 %) del af estisk territorium; resten tilhører Rusland.
Søen er det som er tilbage af en større sø som lå i området under en istid.
Peipus er en lavvandet sø, med største dybde på 15 meter og gennemsnitsdybde på 7 meter. Omkring 30 floder og bække løber ud i Peipus. De fleste er ganske små. Størst er floden Emajõgi, som løber ind i Peipus fra Võrtsjärv i vest. I nord løber floden Narva ud af Peipus og til havet i Den Finske Bugt. Tre af de ellers små øer i søen er : Piirissaar, Kolpin og Kamenka.
Peipussøen består af tre dele:
- Den store sø – estisk Peipsi järv eller Suurjärv, russisk Tsjudskoje ozero (Чудское озеро) – på 2.610 km² i nord, og i nogle kortværk fremstillet den som den egentlige Peipussøen,
- Den varme sø – estisk Lämmijärv, russisk Tjoploje ozero (Тёплое озеро) – på 235 km² i midten,
- Pskovsjøen – estisk Pihkva järv, russisk Pskovskoe ozero (Псковское озеро) – på 710 km² i syd, den del som udelukkende er i russisk farvand. Før Fredsaftalen i Tartu af 1920 var hele vestbredden del af Estland (som da var en del af Rusland).

Fordi søen er så lavvandet kan den nå op på temperaturer omkring 22 °C om sommeren. Peipussøen er derfor en populær badesø. Badeturismen er for det meste i nord, hvor strandene har brede sandklitter bag smukke skovbælter – ikke mindst mellem de estiske småsbyer Kauksi og Vasknarva. Her er der en del campingpladser, men udenfor den let tilgængelige nordbred er der ikke mange turistfaciliteter.
Om vinteren fryser søen normat til. Den maksimale istykkelse har den som regel i marts, hvor den når op på mellem 50 og 60 cm.
Snesmeltningen om foråret kan hæve vandspejlet med op til én meter, hvilket indebærer en forbigående arealudvidelse på 780 km² med oversvømmelser af den for det meste tynd befolkede strandzone.
Fiskeriet i søen er rigt. De vigtigste fiskearter er aborre, brasen, sandart, skalle og helt (sik). Fiskeriet på søen er en gennemsnitlig fangst på 10.000 ton fisk/år. Men søen er forurenet efter udslip af miljøgifte, især fra landbruget i Sovjet-tiden, men nu er situationen bedre.
De største byer ved søen er Mustvee og Kallaste mod vest, på estiske side, og Gdov mod syd, på russisk side. Den sidstnævnte ligger imidlertid ikke helt nede ved søen, men ved floden Gdovka to kilometer før dens udløb i søen.

## Slaget på isen
Historisk er Peipus bedst kendt for "slaget på isen": Ude på den tilfrosne sø besejrede den 5. april 1242 en russisk hær under Novgorods fyrste Alexander Nevskij de tyske og danske korsriddere fra Den tyske orden og Sværdbroderordenen og deres estiske allierede.
Korsridderne havde gjort et fremstød mod Rusland, men den ca. 2.000 mand store styrke blev slået tilbage af ca. 6.000 russerne. Slaget stod på den østlige del af "Den store sø", Peipus. Den danske kontingent tog muligvis opstilling som nordlig flanke, overfor de kiptjak-tyrkiske bueskytter. Da deres pile begyndte at regne ned over den danske styrke, blev tabene så store, at danskerne trak sig ud. Dermed var de tyske ridderes flanke blottet. Da også biskop Buxhövdens styrke på den modsatte fløj måtte give tabt for regnen af pile, var de tyske riddere helt omringet. Videre fremstød fra korsridderne udeblev; så datidens grænse mellem korsfarernes territorier og det russisk-ortodokse Novgorod udgør i stor grad den nuværende grænse mellem Estland/Letland og Rusland.
Slaget er senere indgået i russisk og sovjetisk patriotisk historieskrivning, da det var det sidste tyske angreb på Rusland i flere hundrede år. Slaget skildres i Sergej Eisensteins storfilm Aleksander Nevskij fra 1938, men i filmen ender slaget fejlagtigt med, at isen brister under korsfarerne. De tyske riddere bærer i filmen hjelme, som minder om datidens tyske militærhjelme, og Stalins filmregissører havde også dekoreret ridderne med hagekors.
Da filmen var færdigproduceret lige før fredspagten mellem Tyskland og Sovjetunionen blev indgået i august 1939, blev den ikke vist før i 1941 - efter det tyske angreb på Sovjetunionen.